# دیلان وانگ
وانگ هه دی (چینی ساده: 王鹤棣; پین‌یین: Wáng Hè Dì؛ زادهٔ ۲۰ دسامبر ۱۹۹۸)، همچنین با نام دیلان وانگ (به انگلیسی: Dylan Wang) نیز شناخته می‌شود، بازیگر و مدل اهل چین است.

## اوایل زندگی
دیلان وانگ زادهٔ ۲۰ دسامبر ۱۹۹۸ در لیشان، سیچوآن، چین است. او فارغ‌التحصیل کالج فنی حرفه‌ای هوانوردی جنوب غربی سیچوان است. وانگ فعالیت حرفه‌ای خود را در سال ۲۰۱۷ با برنده شدن در مسابقه استعدادیابی Super Idol از یوی‌کو آغاز کرد. در سال ۲۰۱۸، او در نسخه جدید سریال باغ شهاب‌سنگ (Meteor Garden) نقش‌آفرینی کرد که به دلیل پخش در نتفلیکس، شهرت بین‌المللی برایش به ارمغان آورد. او در پروژه‌های تلویزیونی متنوعی حضور داشت، از جمله فصل دوم سریال تاریخی فانتزی همیشه شب (Ever Night)، و درام عاشقانه شهری زندگی منطقی (The Rational Life) در سال ۲۰۲۱. وانگ همچنین در سال ۲۰۲۲ عضو ثابت برنامه تلویزیونی پرمخاطب Hello, Saturday از شبکه هونان بود و در سریال واقعیت‌نمای Wonderland از تنسنت ویدئو حضور یافت. در تابستان ۲۰۲۲، ایفای نقش او به‌عنوان یک ارباب شیطانی در سریال تاریخی فانتزی عشق بین پری و شیطان (Love Between Fairy and Devil) از آی‌چی‌ئی، او را به یکی از چهره‌های برجسته در سرزمین اصلی چین تبدیل کرد. در سال ۲۰۲۳، وانگ در سریال‌های مهمی مانند عشق رها شده (Unchained Love)، هرگز تسلیم نشوید (Never Give Up) و فقط برای عشق (Only for Love) به ایفای نقش پرداخت. از پروژه‌های آینده وانگ می‌توان به سریال تاریخی فانتزی نگهبانان دافنگ (Guardians of the Dafeng) و سریال جنایی نور به شب (Light to the Night) اشاره کرد که هر دو در مرحله آماده‌سازی برای پخش هستند. او همچنین در اولین نقش اصلی خود در سینما در فیلم علمی تخیلی پر اسپرا آد آسترا (Per Aspera Ad Astra) ظاهر شده است که فیلم‌برداری آن در پاییز ۲۰۲۴ آغاز شده است.

## فیلم‌شناسی
| سال  | عنوان                                              | نقش               | منابع  |
| ---- | -------------------------------------------------- | ----------------- | ------ |
| ۲۰۱۸ | Meteor Garden (باغ شهاب‌سنگ)                        | دائومینگ سی       | [ ۱۲ ] |
| ۲۰۲۰ | Ever Night 2 (همیشه شب)                            | نینگ که           | [ ۱۳ ] |
| ۲۰۲۱ | The Rational Life (زندگی منطقی)                    | کی چینگ           |        |
| ۲۰۲۱ | Miss the Dragon (خانم اژدها)                       | ژائو یو           | [ ۱۴ ] |
| ۲۰۲۲ | Love Between Fairy and Devil (عشق بین پری و شیطان) | دونگ‌فانگ چینگ‌کانگ | [ ۱۵ ] |
| ۲۰۲۳ | Unchained Love (عشق رهاشده)                        | شیاو دو           | [ ۱۶ ] |
| ۲۰۲۳ | Never Give Up (هرگز تسلیم نشوید)                   | ژانگ وی           |        |
| ۲۰۲۳ | Youth in the Flames of War (جوانان در شعله‌های جنگ) | وی چن             | [ ۱۷ ] |
| ۲۰۲۳ | Only for Love (فقط برای عشق)                       | لیانگ یو          | [ ۱۸ ] |
| ۲۰۲۴ | Guardians of the Dafeng (نگهبانان دافنگ)           | یانگ لینگ         | [ ۱۰ ] |
| ۲۰۲۵ | Light to the Night (نور به شب)                     | ژائو یو           | [ ۱۹ ] |
|      | Live Long and Prosper                              |                   | [ ۲۰ ] |